# Natalia da Rocha

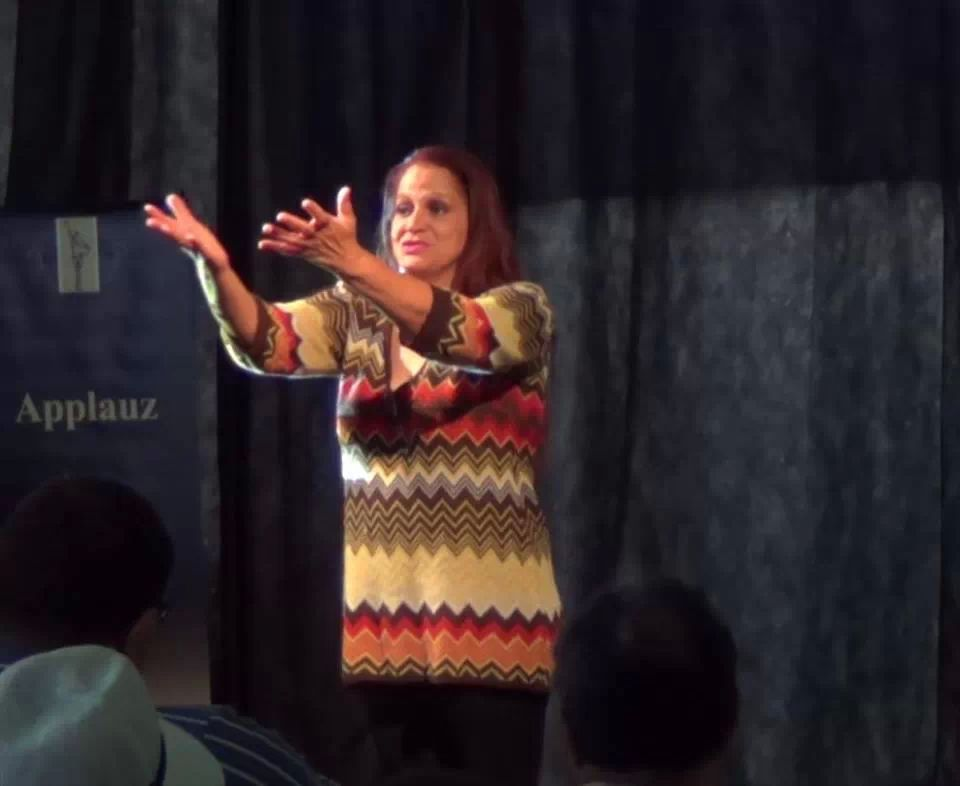
Natalia Da Rocha với thính giả trong show diễn

Natalia Da Rocha là nữ diễn viên, đạo diễn, nhà hoạt động thanh niên và nữ doanh nhân người Nam Phi tiên phong. Cô có thể được nhớ đến như một trong số ít người da màu xuất hiện trên các phương tiện giải trí trong thời kỳ Apartheid. Năm 1981, cô là người da màu đầu tiên (người chủng tộc hỗn hợp) tốt nghiệp với bằng Kịch từ Đại học Stellenbosch thống trị ở Af Nam Phi. Bắt đầu từ năm 1987, cô là người phụ nữ da màu đầu tiên cùng với Sam Marais đóng vai chính trong Sun City Extravaganza. Năm 1992, cô trở thành ngôi sao Nam Phi đầu tiên biểu diễn công khai tại Madagascar. Cô được nhớ đến nhiều với vai diễn trong các vở nhạc kịch như Ain't Misbehavin '; Midnight Blues; Godspell và Vere (Tiếng Nam Phi: lông vũ).

## Tuổi thơ
Cô xuất thân từ một gia đình lớn của Capetonia với mẹ là người gốc Do Thái và cha là người gốc Bồ Đào Nha. Gia đình cô rất quan tâm đến âm nhạc và Natalia đã xuất sắc trở thành học sinh của năm trong hệ 10 năm (1974), sau đó tương đương với lớp 12 ngày nay.

## Sự nghiệp
Natalia là một cựu chiến binh chuyên nghề giải trí trong các quán rượu và sân khấu Nam Phi. Cô đã làm việc với các huyền thoại giải trí như Des và Dawn Lindberg, đóng vai Mary Magdalen trong sản phẩm Godspell năm 1985 của họ. Sự nghiệp của cô bắt đầu trong một bộ đôi cabaret cùng với đối tác sáng tạo lâu năm Sam Marais tại địa điểm khét tiếng Club 58, nằm ở vùng ngoại ô Hillbrow do Barbara Thompson & Ute Hasse sở hữu và quản lý. Nhiều cá tính sáng tạo nổi tiếng của Nam Phi lớn lên hoặc đã đi qua Câu lạc bộ 58 hiện không còn tồn tại, trước đây được tìm thấy tại số 58 Phố Pretoria. Câu lạc bộ 58 nổi tiếng vì cho phép các dân tộc khác nhau hòa nhập tự do, hòa đồng với xã hội mặc dù điều đó là bất hợp pháp ở Apartheid Nam Phi. Sản phẩm quy mô lớn đầu tiên của cô có các kỹ năng tung hứng và làm việc ("không được trả lương") với tư cách là một trợ lý hình thang trong vở nhạc kịch Barnum của Brickhill và Burke (1984).
Natalia da Rocha đã tạo ra những sân khấu mang tính bước ngoặt như Nhà hát Baxter của Cape Town (trong sản phẩm gốc Nam Phi Fangs, 1982), sân khấu chính của khu nghỉ mát Wild Coast Sun và Sun City trong Extravaganza (1987). Cô nổi tiếng với những nhân vật được dàn dựng đầy thuyết phục và tràn đầy năng lượng của các diva quốc tế như Tina Turner và Shirley Bassey.